# هوارد فليتشير
هوارد فليتشير (بالإنجليزية: Howard Fletcher)‏ هو لاعب كرة قدم أمريكية أمريكي، ولد في 13 مارس 1913، وتوفي في 23 أغسطس 2001 في فورت مايرز في الولايات المتحدة.